# Mosapridă
Mosaprida este un medicament utilizat ca prokinetic și care acționează ca agonist al receptorilor serotoninergici de tipul 5HT4. Metabolitul său principal acționează în plus și ca antagonist al receptorilor 5HT3. Medicamentul este utilizat în tratamentul gastritei, bolii de reflux gastro-esofagian, dispepsiei funcționale, și a sindromului de colon iritabil. Calea de administrare disponibilă este cea orală.